# Mike + The Mechanics
Mike + The Mechanics (срп. Мајк и механичари), позната и као Mike and the Mechanics и Mike & The Mechanics, британска је музичка супергрупа основана 1985. године. Једини стални члан групе је Мајк Радерфорд који је уједно и основао групу док је био на паузи са групом Genesis. Издала је девет студијских албума, а најпознатији хитови групе су The Living Years и Over My Shoulder. Добила је четири номинације за Греми.

## Дискографија
- Mike + The Mechanics (1985)
- Living Years (1988)
- Word of Mouth (1991)
- Beggar on a Beach of Gold (1995)
- Mike & The Mechanics (1999)
- Rewired (2004)
- The Road (2011)
- Let Me Fly (2017)
- Out of the Blue (2019)